# Giacomo Colomb
Pour les articles homonymes, voir Colomb.
Giacomo Colomb, appelé en Espagne Diego (en espagnol Diego Colón), né à Gênes et mort le 25 février 1515 à Séville, est un navigateur italien, frère de Christophe Colomb (1451-1506).
Sa date de naissance est controversée : 1446 ou 1468.

## Biographie

### Le problème de sa date de naissance
Selon les sources, sa naissance est située soit vers 1446, soit le 1er février 1468, ce qui signifie qu'au moment du deuxième voyage de Christophe Colomb, il a soit 47, soit 25 ans.

### Giacomo et les voyages de Christophe Colomb
Il participe au deuxième voyage dont le départ a lieu en septembre 1493.
Giacomo est surtout connu pour avoir suppléé quelque temps son frère Bartolomeo (1461-1514), dans l'administration de l'île d'Hispaniola (Saint-Domingue), découverte en 1492 par Christophe Colomb, et notamment de la colonie de La Isabela, fondée en 1494 par le navigateur au début de ce deuxième voyage.
Giacomo rentre en Castille en avril 1495.
Il se trouve de nouveau à Hispaniola durant le troisième voyage (1497-1500). Lorsque Christophe Colomb est arrêté en 1500 et renvoyé en Castille par Francisco de Bobadilla, qui prend sa place comme gouverneur, Giacomo est renvoyé avec lui.
Il entre alors dans les ordres.